# Bara en början
Bara en början, med undertiteln "Ett romanpuzzle", är Erik Asklunds debutbok utgiven 1929.
Romanen skrevs 1928 och har självbiografiska inslag. En något omarbetad version av boken återutgavs tillsammans med Asklunds andra roman Ogifta i Folket i Bilds folkbokserie 1947 under den gemensamma titeln Ogifta.

## Källa
- Erik Asklund Ogifta, Folket i Bilds förlag 1947 med förord av författaren.